# Lucchio

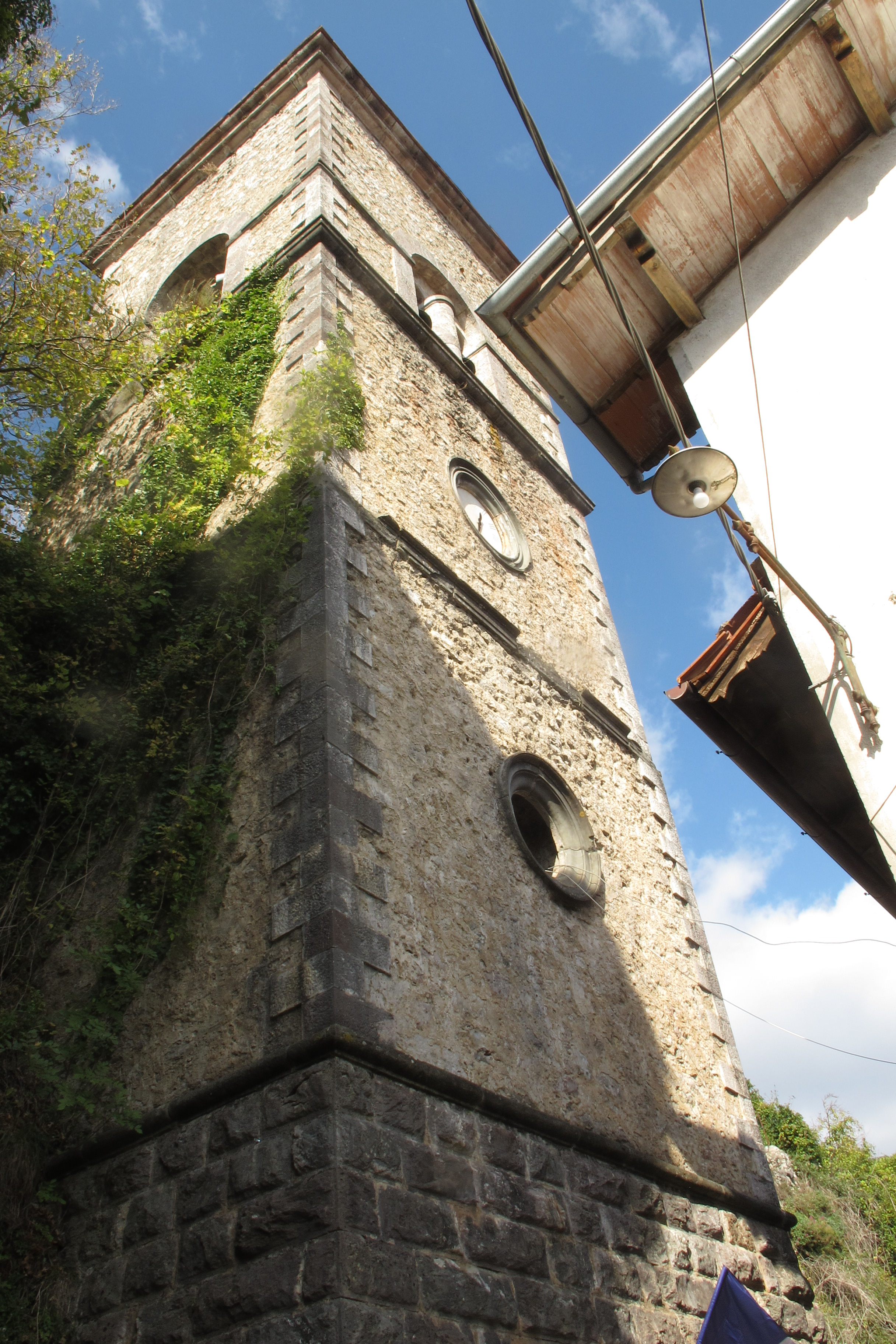
Campanile di Lucchio

Lucchio è una frazione del comune italiano di Bagni di Lucca, nella provincia di Lucca, in Toscana.

## Geografia fisica
Come testimoniato dal toponimo stesso (lucus, ovvero "luogo ricoperto di boschi"), la frazione di Lucchio si trova situata in un contesto ambientale boschivo, in posizione soprelevata sulla piana di Lucca, alle pendici del monte noto come Penna di Lucchio. È inserito nella Val di Lima subito comunicante l'Appennino Pistoiese, fornendo così un'ampia visuale sul territorio, come per la piana di Pisa; la sua posizione fu sfruttata dallo stato lucchese come avamposto militare strategico.
Esiste un sentiero sterrato, che porta alla località di Croce a Veglia, dov'è possibile godere di una visuale panoramica di tutto il circondario: di qui passava un'antica via percorsa dai pellegrini che trovavano rifugio e ristoro nello Spedaletto di cui rimangono pochi ruderi. Tale tracciato coincise anche con un breve tratto della Linea Gotica.

## Monumenti e luoghi d'interesse

### Arte religiosa
Nel catalogo delle chiese lucchesi del 1260 la chiesa di San Pietro a Lucchio è annoverata fra quelle del plebanato della Valleriana: essa conserva poco dell'antica struttura. I rifacimenti e l'ampliamento effettuati nel 1600, con l'aggiunta della navata di destra, ruppero l'armonia della facciata. La navata fu costruita sull'antica area cimiteriale. Il campanile fu eretto nel 1894 in sostituzione di quello più antico. Pregevoli il fonte battesimale del XVI secolo, l'altare maggiore in pietra serena della fine del XVIII secolo con un ciborio a conchiglia e, ai lati, lo stemma di Lucchio con la torre, una croce astile di Andrea di Jacopo di Ognibene. Vi si conservano inoltre due tavole raffiguranti san Pietro e san Paolo, provenienti dalla chiesa di Santa Maria dell’Aie, che è la più antica chiesa del paese e forse fu la prima parrocchia. 
Di un certo interesse una tela raffigurante san Giorgio che uccide il drago. Al termine della prima guerra mondiale il paese fu colpito dall'epidemia di spagnola e gli abitanti ricevettero gli aiuti per il sostentamento da una certa Flavia Cini, nobildonna di San Marcello Pistoiese; come segno di apprezzamento, gli abitanti richiesero una foto della signora Cini per porla accanto all'icona della Madonna nella loro chiesa delle Aie.

### Rocca di Lucchio
Tale fortezza è quanto rimane di un antico bastione medioevale, cui si trova sul crinale della pendice del monte omonimo: nella faccia rivolta al paese notiamo una forte pendenza con le tipiche caratteristiche case arroccate le cui fondamenta poggiano quasi sui tetti di quelle sottostanti, mentre nella parte rivolta verso il mare notiamo una parete a strapiombo, la quale sembra farsi tutt'uno con le pareti del bastione.

## Geografia antropica
Nel territorio della frazione di Lucchio sono comprese anche le località abitate di Castello, Grotta, Le Aie, Lucchio Bassa, Rocca e Zato.

## Economia
La principale fonte economica del paese è legata a quella del prodotto castanicolo, il quale è al centro di locali eventi e sagre. Da citare, tuttavia, è soprattutto l'attività estrattiva: in località Tana Termini è situata una cava dismessa, mentre poco lontano si trova un centro estrattivo sostitutivo del primo, tuttora funzionante.